# 日本電波映画撮影所
日本電波映画撮影所（にほんでんぱえいがさつえいじょ）は、かつて京都市右京区太秦地区に存在した日本の映画スタジオである。1962年（昭和37年）4月に映画製作会社日本電波映画の専用撮影所として建設・開所され、数多くの映画・テレビ映画を製作した。一時、京都府亀岡市に日本電波映画第二撮影所（-だいにさつえいじょ）を抱えたが、1967年（昭和42年）の本撮影所閉鎖時に閉鎖された。

## データ
日本電波映画撮影所
- 所在地 京都市右京区太秦井戸ヶ尻町

北緯35度00分43.27秒 東経135度42分41.44秒 / 北緯35.0120194度 東経135.7115111度
日本電波映画第二撮影所
- 所在地 亀岡市

## 略歴・概要
第二次世界大戦前の時代から、マキノ正博（マキノ雅弘）や笹井末三郎らと交流のある映画人であった松本常保が、戦後、えくらん社（後のエクラン社）を1948年（昭和23年）に設立、映画製作を行っていたが、1959年（昭和34年）7月、同社の所在地と同じ京都市右京区太秦多藪町に日本電波映画株式会社設立、テレビ映画の製作を開始した。同社が、1962年（昭和37年）4月に、太秦井戸ヶ尻町に建設・開所したのが、この「日本電波映画撮影所」である。
テレビ映画『琴姫七変化』（1960年 - 1962年）などのドラマが成功し、劇場用映画も製作するようになり、一時は、京都・亀岡市内に「日本電波映画第二撮影所」を建設・開所したが、1967年（昭和42年）には、いずれの撮影所も閉鎖した。
日本電波映画は撮影所を手放したが、テレビ映画製作をつづけた。

## フィルモグラフィ
- 『琴姫七変化』 : 監督組田秋造 / 笹川博敏、読売テレビ、テレビ映画、1960年 - 1962年
- 『宇宙Gメン』 : 監督曲谷守平 / 出口十三夫 / 峰徳夫、読売テレビ、テレビ映画、1963年
- 『戦国の剣豪』 : 監督内出好吉、日本テレビ、テレビ映画、1964年
- 『明治の風雪 柔旋風』 : 監督渡辺邦男、配給松竹、1965年
- 『続・柔旋風 四天王誕生』 : 監督西山正輝、配給松竹、1965年
- 『暴力の港 虎と狼』 : 監督土居通芳、配給松竹、1965年
- 『怒濤の対決』 : 監督西山正輝、配給松竹、1965年
- 『柔一筋』 : 監修・監督渡辺邦男、監督西山正輝 / 内出好吉 / 萩原遼 / 荒井岱志 / 奥中惇夫 / 磯田一夫、日本テレビ、テレビ映画、1965年
- 『続柔』、監修渡辺邦男、監督西山正輝 / 内出好吉 / 萩原遼、日本テレビ、1965年 - 1966年
- 『ド根性大将』 : 監督土居通芳、配給松竹、1966年
- 『男の顔は切札』 : 監督マキノ雅弘、配給松竹、1966年

## 註
1. 1 2 3 4 5 6 7 8 9  「日本電波映画撮影所」、立命館大学公式サイト（#外部リンク欄）、2009年10月7日閲覧。二重リンクを省く。